# Кассандер, Георг
Георг Кассандер (нем. Georg Cassander, нидерл. Joris Cassander; 1513—1566) — католический богослов XVI века, преподаватель риторики и диалектики в Брюгге.
Кассандер считал возможным воссоединение католической и протестантской церквей, если только католическая церковь, сохраняя свою иерархию, откажется от наиболее вопиющих злоупотреблений. Такой реформы требовал он в «Responsio ad calumnias Bartholomaei Nervii». По желанию Фердинанда I Кассандер изложил в своей «Consultatio de articulis religionis inter catholicos et protestantes controversis» план соединения церквей, который, однако, во всех существенных пунктах оставался на католической точке зрения.